# Estètica medieval
L'estètica medieval és una branca del coneixement que estudia l'essència i la percepció de la bellesa a l'edat mitjana. Tot i que com a concepte, l'estètica és relativament nova, i que l'edat mitjana no és gens homogènea com a període històric i per tant, tampoc ho és en el que es refereix a l'estètica, podem identificar com es passa d'una estètica heretada que beu dels principis estètics de l'antiguitat clàssica, a una estètica original própia de l'edat mitjana, per la reinterpreció dels principis clàssics des d'una visió cristiana, tal com ens remarca Umberto Eco en Art i bellesa en l'estètica medieval,

## Concepte d'estètica
El mateix concepte del que és art ha anant canviant al llarg del temps. Els medievals, segons Wladyslaw Tatarkiewicz, incloïen dins del que anomenem art, tant els oficis, com les ciències, com algunes de les belles arts. Feien però la distinció jeràrquica entre les arts lliberals o veritables, els coneguts trivium (format per lògica, retòrica i gramàtica) i quatrivium (format per aritmètica, geometria, astronomia i música) impartits als centres d'ensenyament medievals, i les arts mecàniques més prosaiques del lanificium (habitació i eines), agricultura, venatio (ramaderia), navigatio (navegació), medicina, armatura (arquitectura) i theatrica (entreteniment). Important ressaltar que ni la literatura, ni la pintura ni l'escultura eren considerades arts, i les úniques belles arts que es consideraven eren l'arquitectura, la música en un sentit matemàtic i de proporcions i l'entreteniment, en un sentit trobadoresc.
Aquesta manca de consideració per les belles arts és deguda a una concepció cristiana antiga d'origen neoplatònic que afirma que la bellesa és un atribut diví; i que el que podem trobar de bell a la natura, o al mateix home, no és més que una "ombra" de la bellesa del diví, i les manifestacions artístiques són una imitació, una ombra, de l'ombra que la natura és del diví. Filòsofs cristians com Sant Agustí o Sant Tomàs d'Aquino, i el posterior pensament escolàstic obren l'abast de la bellesa cap a objectes de la natura, o fins i tot a obres artístiques, sempre que hi trobem en elles integritat o perfecció, proporció i harmonia i claredat (colors i formes nítides).
Són molt conegudes les disputes entre cistercencs i cartoixans al voltant de les decoracions de les esglésies. Aquestes decoracions allunyen el poble de la seva veritable ocupació a l'església: l'oració. Però, precisament, aquesta controvèrsia posa de manifest que l'ésser humà medieval també aprecia la bellesa per si mateixa i la seva capacitat de pertorbar les persones, més enllà de la seva representació divina. També és prou il·lustratiu d'aquesta major apreciació de la bellesa el canvi que representa l'estil gòtic, més ampli, lleuger i lluminós gràcies a innovacions com l'arc ogival i el contrafort, sobre l'estil romànic més pesant, fosc i eixut.
En resum, el pensament estètic medieval pateix evolucions al llarg d'un període molt llarg. Inicialment, trobem la recerca d'una bellesa matemàtica enfront del desordre bàrbar, per acabar evolucionant a un concepte molt més humanista, ja en moments de transició cap al Renaixement.

## Simbolisme i l'al·legorisme
Són dos elements similars molt característics de l'estètica medieval. És la tendència a tenir una visió sempre simbòlica del món. Ens trobem però davant d'un simbolisme teològic i filosòfic, coherent amb la metafísica neoplatònica, on la realitat del món, és només un símbol de la perfecció divina. En aquest sentit les al·legories són un esforç per a descobrir un sentit definitiu i sobrenatural que no es pot trobar a bell ull.
La lectura de les sagrades escriptures cal fer-la en aquest sentit al·legòric, car més enllà del sentit literal, revelen un significat figurat i sobrenatural.

## Culte a les proporcions i Harmonia
Proporció, simetria i harmonia són centrals en l'estètica medieval. Ja des de l'antiguitat, la proporció expressada matemàticament com una correspondència de mesures entre les parts i el tot de l'obra era condició essencial perquè es considerés bella i harmoniosa. Especialment significativa és l'aplicació de la proporció i l'harmonia a l'obra musical. Tant és així que la música era ben pròxima de les matemàtiques, i el músic, com artista, no era ni l'intèrpret que era considerat un simple executor, ni el compositor, que componia intuitïvament; el músic per antonomàsia era el teòric amb coneixements matemàtics que entenia les correspondències harmòniques entre els sons, i que tanmateix eren reflex de l'harmonia del cosmos. Harmonia, proporció i fins i tot simetria també s'apliquen però a altres formes artístiques, com la poesia, l'escultura, la pintura i l'arquitectura. .

## Cromatisme i Llum
El cromatisme és de gran importància dins de l'estètica medieval. El gust de l'època es decantava pels colors simples i plans. De tota manera, ràpidament es va donar una dimensió simbòlica al color. Per exemple, el blanc, el vermell, el daurat i més tardanament també el blau (coincidentment amb l'entrada de la llum i la millora de la tècnica dels tintorers), eren colors de la puresa i la divinitat. El negre és el color del dolor. El verd, per ser químicament inestable no es feia servir i el groc va quedar com a color de la traïció (Judes sovint es representava vestit de groc) quedant els atributs positius de sol, brillor i calor associats al daurat.
També cal destacar-hi el gust per la llum i, sobretot, la llum solar. Un cop més, aquest fet respon a una raó metafísica. Ja des de l'antiguitat, s'havia associat la llum com a manifestació divina i els medievals segueixen aquesta tradició. En trobem un clar exemple en les esglésies gòtiques.